# Коламбія-Лейк 3
Коламбія-Лейк 3 (англ. Columbia Lake 3) — індіанська резервація в Канаді, у провінції Британська Колумбія, у межах регіонального округу Іст-Кутеней.

## Населення
За даними перепису 2016 року, індіанська резервація нараховувала 140 осіб, показавши зростання на 6,9%, порівняно з 2011-м роком. Середня густина населення становила 3,9 осіб/км².
З офіційних мов обидвома одночасно володіли 5 жителів, тільки англійською — 140. Усього 20 осіб вважали рідною мовою не одну з офіційних, з них 15 — одну з корінних мов.
Працездатне населення становило 60,9% усього населення, усі були зайняті.

## Клімат
Середня річна температура становить 5,2°C, середня максимальна – 21,6°C, а середня мінімальна – -15,6°C. Середня річна кількість опадів – 457 мм.
| Клімат поселення                              | Клімат поселення | Клімат поселення | Клімат поселення | Клімат поселення | Клімат поселення | Клімат поселення | Клімат поселення | Клімат поселення | Клімат поселення | Клімат поселення | Клімат поселення | Клімат поселення | Клімат поселення |
| Показник                                      | Січ.             | Лют.             | Бер.             | Квіт.            | Трав.            | Черв.            | Лип.             | Серп.            | Вер.             | Жовт.            | Лист.            | Груд.            |                  |
| Середній максимум, °C                         | −1,34            | 2,99             | 7,85             | 12,72            | 17,53            | 21,47            | 21,56            | 21,47            | 16,04            | 10,24            | 3,02             | −2,92            |                  |
| Середня температура, °C                       | −8,44            | −4,11            | 0,74             | 5,62             | 10,41            | 14,37            | 17,31            | 17,22            | 11,80            | 6,02             | −1,22            | −7,17            |                  |
| Середній мінімум, °C                          | −15,56           | −11,22           | −6,36            | −1,48            | 3,32             | 7,26             | 13,08            | 12,98            | 7,57             | 1,77             | −5,45            | −11,4            |                  |
| Норма опадів, мм                              | 33               | 21               | 22               | 32               | 49               | 69               | 53               | 41               | 39               | 27               | 37               | 34               |                  |
| Середньомісячна швидкість вітру, м/с          | 2.18             | 2.16             | 2.42             | 2.56             | 2.43             | 2.41             | 2.30             | 2.18             | 2.10             | 2.17             | 2.23             | 2.02             |                  |
| Середньомісячна сонячна радіація, кДж/м²·день | 3779             | 7490             | 12444            | 16930            | 20279            | 21626            | 23217            | 19968            | 14001            | 8308             | 4113             | 2876             |                  |
| --------------------------------------------- | ---------------- | ---------------- | ---------------- | ---------------- | ---------------- | ---------------- | ---------------- | ---------------- | ---------------- | ---------------- | ---------------- | ---------------- | ---------------- |
| Джерело:                                      |                  |                  |                  |                  |                  |                  |                  |                  |                  |                  |                  |                  |                  |